# علیرضا رشیدیان
علیرضا رشیدیان (زادهٔ ۱۳۳۹ تهران) حقوقدان و سیاستمدار ایرانی است که از آبان ۱۴۰۳ رئیس ستاد مبارزه با قاچاق كالا و ارز است‌. وی پیش‌تر رئیس سازمان حج و زیارت و استاندار استان خراسان رضوی بوده‌است.
وی تحصیلکردهٔ دکترای حقوق کیفری و جرم‌شناسی است. رشیدیان پیش از استانداری خراسان رضوی، مسئول نظارت و بازرسی حوزه نماینده ولی‌فقیه در امور حج و زیارت بود. همچنین او در زمان ریاست جمهوری هاشمی رفسنجانی و خاتمی، مدیر کل اطلاعات استان خراسان بزرگ بود و در دولت دوم خاتمی و دو سال در دولت اول احمدی‌نژاد معاون وزیر اطلاعات و مدتی نیز در بیت رهبری بوده‌است.

## فعالیت‌ها و سوابق مدیریتی
رشیدیان از ابتدای پیروزی انقلاب، عضو سپاه پاسداران شد و از فرماندهان آن بود و بیش از ۶۰ ماه در جنگ ایران و عراق حضور داشت و جانباز شد.
از دیگر سوابق وی، می‌توان به تدریس در دانشگاه، مدیریت در معاونت‌های بررسی و بازرسی دفتر رهبری، مسئول کمیسیون مقابله با تهدیدات علیه آسایش عمومی، معاونت پیشگیری از جرم قوه قضائیه و مشاور دبیر شورای عالی امنیت ملی اشاره کرد..